# Futbol'nyj Klub Desna Černihiv 2018-2019
Questa voce raccoglie le informazioni riguardanti il Futbol'nyj Klub Desna Černihiv nelle competizioni ufficiali della stagione 2018-2019.

## Stagione
Nella stagione 2018-2019 il Desna Černihiv ha disputato la Prem'er-Liha, massima serie del campionato ucraino di calcio.

## Rosa

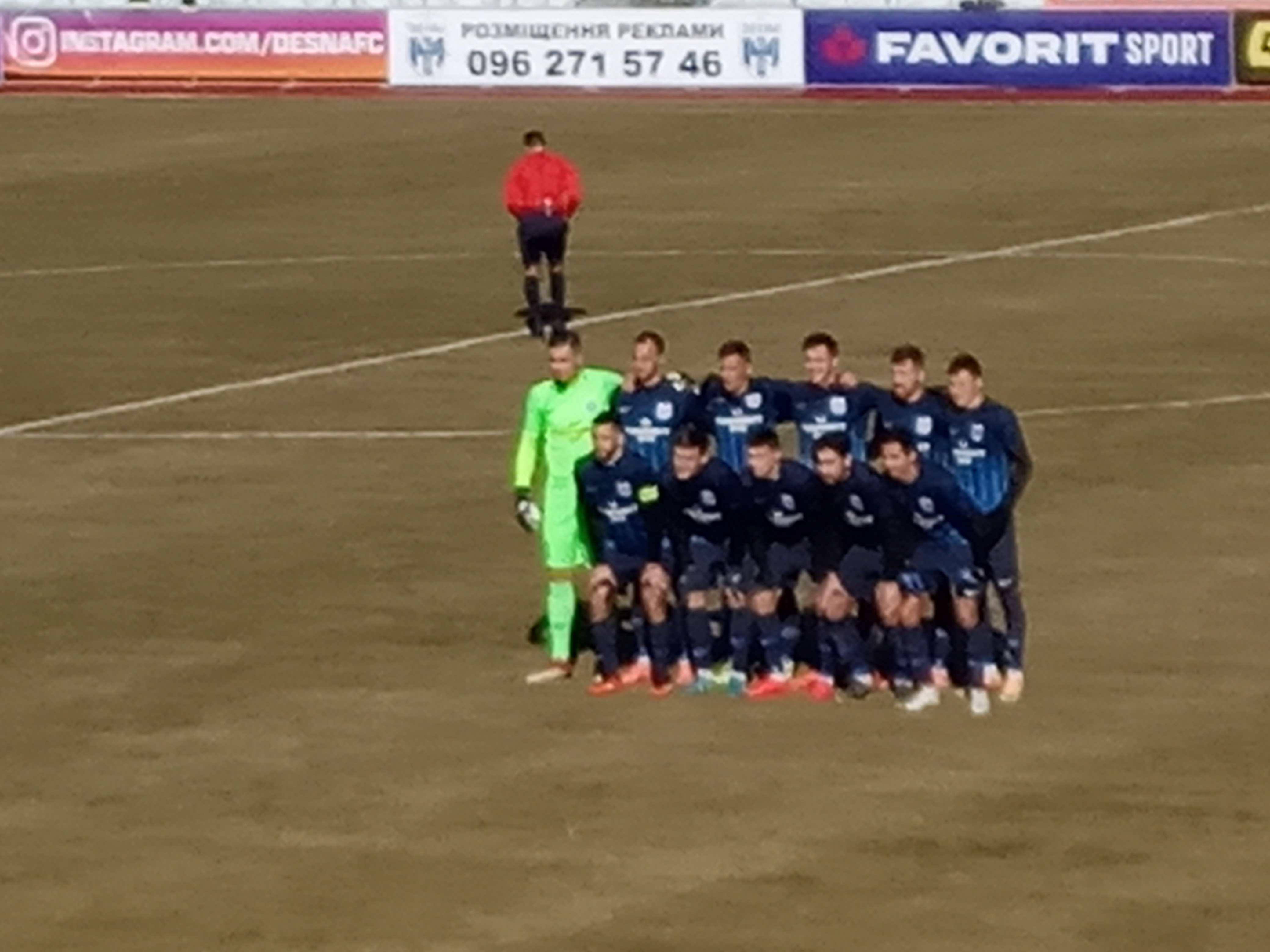
La squadra pronta per il calcio d'inizio

| N. |                    | Ruolo | Calciatore         |
| -- | ------------------ | ----- | ------------------ |
| 3  | Georgia (bandiera) | D     | Temur Parcvanija   |
| 4  | Ucraina (bandiera) | D     | Anton Bratkov      |
| 5  | Ucraina (bandiera) | D     | Vitalij Jermakov   |
| 7  | Ucraina (bandiera) | C     | Vladyslav Ohirja   |
| 8  | Ucraina (bandiera) | C     | Maksym Banasevych  |
| 9  | Ucraina (bandiera) | A     | Dmytro Chl'obas    |
| 10 | Ucraina (bandiera) | A     | Oleksandr Filippov |
| 11 | Ucraina (bandiera) | C     | Ruslan Kisil'      |
| 12 | Ucraina (bandiera) | C     | Jehor Kartušov     |
| 13 | Georgia (bandiera) | C     | Luka Koberidze     |
| 14 | Ucraina (bandiera) | C     | Andrij Jakymiv     |
| 15 | Ucraina (bandiera) | C     | Renat Mochulyak    |
| 16 | Ucraina (bandiera) | C     | Jevhenij Belyč     |
| 17 | Ucraina (bandiera) | C     | Andrij Hitčenko    |
| 18 | Ucraina (bandiera) | C     | Mychajlo Kozak     |
| 19 | Ucraina (bandiera) | C     | Artem Favorov      |

| N. |                    | Ruolo | Calciatore         |
| -- | ------------------ | ----- | ------------------ |
| 20 | Ucraina (bandiera) | A     | Denys Bezborod'ko  |
| 21 | Ucraina (bandiera) | D     | Serhij Ljul'ka     |
| 22 | Ucraina (bandiera) | D     | Andrij Mostovyj    |
| 23 | Ucraina (bandiera) | D     | Dmytro Njemčaninov |
| 27 | Ucraina (bandiera) | C     | Serhij Staren'kyj  |
| 28 | Ucraina (bandiera) | P     | Maksym Tatarenko   |
| 29 | Ucraina (bandiera) | A     | Oleksandr Kovpak   |
| 32 | Ucraina (bandiera) | D     | Maksym Imerekov    |
| 33 | Ucraina (bandiera) | D     | Andrij Slinkin     |
| 44 | Ucraina (bandiera) | P     | Jevhen Past        |
| 45 | Ucraina (bandiera) | C     | Denys Favorov      |
| 72 | Ucraina (bandiera) | P     | Ihor Lytovka       |
| 79 | Ucraina (bandiera) | C     | Mychajlo Serhijčuk |
| 89 | Ucraina (bandiera) | A     | Oleksandr Volkov   |
| 90 | Ucraina (bandiera) | C     | Andrij Bohdanov    |

## Calciomercato

### Sessione estiva (dall'1/9 al 5/10)
| Acquisti         | Acquisti          | Acquisti          | Acquisti      |
| R.               | Nome              | da                | Modalità      |
| ---------------- | ----------------- | ----------------- | ------------- |
| P                | Jevhen Past       | Zirka             | svincolato    |
| P                | Maksym Tatarenko  | Zirka             | svincolato    |
| D                | Andrij Hitčenko   | Oleksandrija      | svincolato    |
| D                | Serhij Ljul'ka    | Čornomorec'       | svincolato    |
| D                | Anton Bratkov     | Zirka             | svincolato    |
| C                | Serhij Staren'kyj | Oleksandrija      | svincolato    |
| C                | Ruslan Kisil'     | Olimpik Donec'k   | svincolato    |
| C                | Jevhenij Belyč    | Desna-3 Černihiv  | svincolato    |
| A                | Dmytro Chl'obas   | Dinamo Kiev       | svincolato    |
| A                | Oleksandr Kovpak  | Poltava           | svincolato    |
| C                | Andrij Jakymiv    | Stal' Kam"jans'ke | svincolato    |
| A                | Oleksandr Sharylo | Vorskla           | svincolato    |
| C                | Maksym Imerekov   | Ermīs Aradippou   | svincolato    |
| P                | Oleh Shevchenko   | Polіssja Žytomyr  | fine prestito |
| C                | Vadim Vovtruk     | Polіssja Žytomyr  | fine prestito |
| C                | Illja Kovalenko   | Sumy              | fine prestito |
| C                | Denys Galenkov    | Sumy              | fine prestito |
| Altre operazioni |                   |                   |               |
| R.               | Nome              | da                | Modalità      |

| Cessioni         | Cessioni                | Cessioni         | Cessioni   |
| R.               | Nome                    | a                | Modalità   |
| ---------------- | ----------------------- | ---------------- | ---------- |
| P                | Oleh Shevchenko         | -                | svincolato |
| D                | Vadym Melnyk            | -                | svincolato |
| D                | Pavlo Shchedrakov       | -                | svincolato |
| C                | Levan Arveladze         | Zorja            | svincolato |
| D                | Giorgi Gadrani          | Dila Gori        | svincolato |
| D                | Kyrylo Sydorenko        | -                | svincolato |
| C                | Jevhen Čumak            | -                | svincolato |
| C                | Ruslan Kisil'           | -                | svincolato |
| A                | Denys Galenkov          | Polіssja Žytomyr | svincolato |
| D                | Oleksandr Golovko       | -                | svincolato |
| C                | Ruslan Kisil'           | Kolos Kovalivka  | svincolato |
| C                | Illja Kovalenko         | Inhulec'         | prestito   |
| P                | Kostjantyn Machnovs'kyj | Olimpik Donec'k  | prestito   |
| D                | Vadim Vovtruk           | Sumy             | svincolato |
| P                | Serhiy Melashenko       | Mynaj            | svincolato |
| Altre operazioni |                         |                  |            |
| R.               | Nome                    | a                | Modalità   |

### Sessione invernale (dal 4/1 all'1/2)
| Acquisti         | Acquisti           | Acquisti         | Acquisti   |
| R.               | Nome               | da               | Modalità   |
| ---------------- | ------------------ | ---------------- | ---------- |
| C                | Andrij Bohdanov    | Arka Gdynia      | svincolato |
| A                | Mychajlo Serhijčuk | Vorskla          | svincolato |
| C                | Mychajlo Kozak     | Ruch Vynnyky     | svincolato |
| D                | Temur Parcvanija   | Kisvárda         | svincolato |
| C                | Renat Mochulyak    | Desna-2 Černihiv | svincolato |
| P                | Serhiy Melashenko  | Mynaj            | svincolato |
| Altre operazioni |                    |                  |            |
| R.               | Nome               | da               | Modalità   |

| Cessioni         | Cessioni          | Cessioni             | Cessioni   |
| R.               | Nome              | a                    | Modalità   |
| ---------------- | ----------------- | -------------------- | ---------- |
| C                | Luka Koberidze    | -                    | svincolato |
| A                | Oleksandr Kovpak  | -                    | svincolato |
| D                | Anton Bratkov     | Maccabi Petah Tiqwa  | svincolato |
| P                | Serhiy Melashenko | Hirnyk Kryvyi Rih    | svincolato |
| D                | Vitalij Jermakov  | Avanhard Kramators'k | prestito   |
| C                | Maksym Banasevych | Kolos Kovalivka      | prestito   |
| Altre operazioni |                   |                      |            |
| R.               | Nome              | a                    | Modalità   |

## Risultati

### Kubok Ukraïny

#### Ottavi di finale
| Arbitro: | Ivan Bondar |

|                             |           |                                     |
| Barladym 76’ Barladym 90+3’ | Marcatori | Favorov 52’ Volkov 60’ Chl'obas 81’ |

| Arbitro: | Ivan Bondar |

|                                            |                      |                                            |
| Bezborod'ko 37’                            | Marcatori            | Ljednjev 84’                               |
| Favorov Filippov Kartušov Chl'obas Favorov | Tiri di rigore 4 – 5 | Karavajev Hromov Acevedo Lyednyev Kharatin |

## Statistiche

### Statistiche di squadra
| Competizione  | Punti | In casa | In casa | In casa | In casa | In casa | In casa | In trasferta | In trasferta | In trasferta | In trasferta | In trasferta | In trasferta | Totale | Totale | Totale | Totale | Totale | Totale | DR  |
| Competizione  | Punti | G       | V       | N       | P       | Gf      | Gs      | G            | V            | N            | P            | Gf           | Gs           | G      | V      | N      | P      | Gf     | Gs     | DR  |
| ------------- | ----- | ------- | ------- | ------- | ------- | ------- | ------- | ------------ | ------------ | ------------ | ------------ | ------------ | ------------ | ------ | ------ | ------ | ------ | ------ | ------ | --- |
| Prem'er-Liha  | 59    | 16      | 5       | 3       | 6       | 23      | 17      | 16           | 8            | 5            | 3            | 18           | 12           | 32     | 16     | 6      | 10     | 31     | 16     | +14 |
| Kubok Ukraïny | -     | 1       | 0       | 0       | 1       | 0       | 1       | 1            | 1            | 0            | 0            | 4            | 2            | 0      | 1      | 2      | 1      | 4      | 2      | +1  |
| Totale        | -     | 0       | 0       | 0       | 0       | 0       | 0       | 0            | 0            | 0            | 0            | 0            | 0            | 0      | 0      | 0      | 0      | 0      | 0      | 0   |

### Andamento in campionato
| Giornata  | 1  | 2 | 3 | 4 | 5 | 6 | 7 | 8 | 9 | 10 | 11 | 12 | 13 | 14 | 15 | 16 | 17 | 18 | 19 | 20 | 21 | 22 | 23 | 24 | 25 | 26 | 27 | 28 | 29 | 30 | 31 | 32 |
| --------- | -- | - | - | - | - | - | - | - | - | -- | -- | -- | -- | -- | -- | -- | -- | -- | -- | -- | -- | -- | -- | -- | -- | -- | -- | -- | -- | -- | -- | -- |
| Luogo     | C  | T | C | T | C | T | C | C | T | C  | T  | T  | C  | T  | C  | T  | C  | T  | T  | C  | T  | C  | T  | C  | T  | T  | C  | C  | T  | C  | C  | T  |
| Risultato | P  | V | P | P | N | V | P | V | P | P  | V  | P  | V  | N  | V  | V  | P  | N  | P  | P  | N  | P  | V  | V  | N  | P  | P  | V  | P  | P  | V  | P  |
| Posizione | 11 | 6 | 8 | 9 | 9 | 6 | 9 | 6 | 7 | 9  | 7  | 9  | 7  | 7  | 6  | 5  | 7  | 6  | 5  | 7  | 7  | 8  | 7  | 7  | 7  | 7  | 7  | 7  | 8  | 8  | 8  | 8  |

Legenda:

Luogo: C = Casa; T = Trasferta. Risultato: V = Vittoria; N = Pareggio; P = Sconfitta.

### Statistiche dei giocatori
Sono in corsivo i calciatori che hanno lasciato la società a stagione in corso.
| Giocatore      | Perša Liha | Perša Liha | Perša Liha  | Perša Liha | Coppa Ucraina | Coppa Ucraina | Coppa Ucraina | Coppa Ucraina | Totale   | Totale | Totale      | Totale     |
| Giocatore      | Presenze   | Reti       | Ammonizioni | Espulsioni | Presenze      | Reti          | Ammonizioni   | Espulsioni    | Presenze | Reti   | Ammonizioni | Espulsioni |
| -------------- | ---------- | ---------- | ----------- | ---------- | ------------- | ------------- | ------------- | ------------- | -------- | ------ | ----------- | ---------- |
| M. Banasevych  | 11         | 0          | 0           | 0          | 1             | 0             | 0             | 0             | 12       | 0      | 0           | 0          |
| J. Belyč       | 1          | 0          | 0           | 0          | 0             | 0             | 0             | 0             | 1        | 0      | 0           | 0          |
| D. Bezborod'ko | 23         | 5          | 0           | 0          | 1             | 1             | 0             | 0             | 24       | 6      | 0           | 0          |
| A. Bratkov     | 16         | 0          | 0           | 0          | 1             | 1             | 0             | 0             | 17       | 1      | 0           | 0          |
| A. Bohdanov    | 13         | 1          | 0           | 0          | 0             | 0             | 0             | 0             | 13       | 1      | 0           | 0          |
| D. Chl'obas    | 21         | 3          | 0           | 0          | 2             | 1             | 0             | 0             | 23       | 4      | 0           | 0          |
| A. Favorov     | 28         | 5          | 0           | 0          | 1             | 0             | 0             | 0             | 29       | 5      | 0           | 0          |
| D. Favorov     | 31         | 7          | 0           | 0          | 2             | 1             | 0             | 0             | 33       | 8      | 0           | 0          |
| O. Filippov    | 28         | 5          | 0           | 0          | 2             | 0             | 0             | 0             | 30       | 5      | 0           | 0          |
| A. Hitčenko    | 24         | 2          | 0           | 0          | 1             | 0             | 0             | 0             | 25       | 2      | 0           | 0          |
| M. Imerekov    | 21         | 0          | 0           | 0          | 2             | 0             | 0             | 0             | 23       | 0      | 0           | 0          |
| A. Jakymiv     | 2          | 0          | 0           | 0          | 2             | 0             | 0             | 0             | 4        | 0      | 0           | 0          |
| V. Jermakov    | 7          | 0          | 0           | 0          | 2             | 0             | 0             | 0             | 9        | 0      | 0           | 0          |
| J. Kartušov    | 26         | 2          | 0           | 0          | 2             | 0             | 0             | 0             | 28       | 2      | 0           | 0          |
| R. Kisil       | 1          | 0          | 0           | 0          | 1             | 0             | 0             | 0             | 2        | 0      | 0           | 0          |
| L. Koberidze   | 11         | 0          | 0           | 0          | 0             | 0             | 0             | 0             | 11       | 0      | 0           | 0          |
| O. Kovpak      | 7          | 0          | 0           | 0          | 1             | 0             | 0             | 0             | 8        | 0      | 0           | 0          |
| M. Kovpak      | 4          | 0          | 0           | 0          | 0             | 0             | 0             | 0             | 4        | 0      | 0           | 0          |
| S. Ljul'ka     | 13         | 0          | 0           | 0          | 1             | 0             | 0             | 0             | 14       | 0      | 0           | 0          |
| I. Lytovka     | 11         | 0          | 0           | 0          | 2             | 0             | 0             | 0             | 13       | 0      | 0           | 0          |
| R. Mochulyak   | 1          | 0          | 0           | 0          | 0             | 0             | 0             | 0             | 1        | 0      | 0           | 0          |
| A. Mostovyj    | 24         | 0          | 0           | 0          | 2             | 0             | 0             | 0             | 26       | 0      | 0           | 0          |
| D. Njemčaninov | 5          | 0          | 0           | 0          | 0             | 0             | 0             | 0             | 5        | 0      | 0           | 0          |
| V. Ohirja      | 28         | 0          | 0           | 0          | 1             | 0             | 0             | 0             | 29       | 0      | 0           | 0          |
| J. Past        | 21         | 0          | 0           | 0          | 0             | 0             | 0             | 0             | 21       | 0      | 0           | 0          |
| T. Parcvanija  | 10         | 1          | 0           | 0          | 3             | 0             | 0             | 0             | 13       | 1      | 0           | 0          |
| M. Serhijčuk   | 11         | 2          | 0           | 0          | 0             | 0             | 0             | 0             | 11       | 2      | 0           | 0          |
| A. Slinkin     | 8          | 0          | 0           | 0          | 0             | 0             | 0             | 0             | 8        | 0      | 0           | 0          |
| S. Staren'kyj  | 22         | 3          | 0           | 0          | 1             | 0             | 0             | 0             | 23       | 3      | 0           | 0          |
| O. Volkov      | 19         | 0          | 0           | 0          | 2             | 1             | 0             | 0             | 21       | 1      | 0           | 0          |